# Lisa Karčić
Lisa Ann Karčić (New Hyde Park, 11 novembre 1986) è un'ex cestista statunitense con cittadinanza croata.

## Carriera
Con la Croazia ha disputato i Campionati europei del 2011 e i Giochi olimpici di Londra 2012.